# Inscripción de la caja de Ur

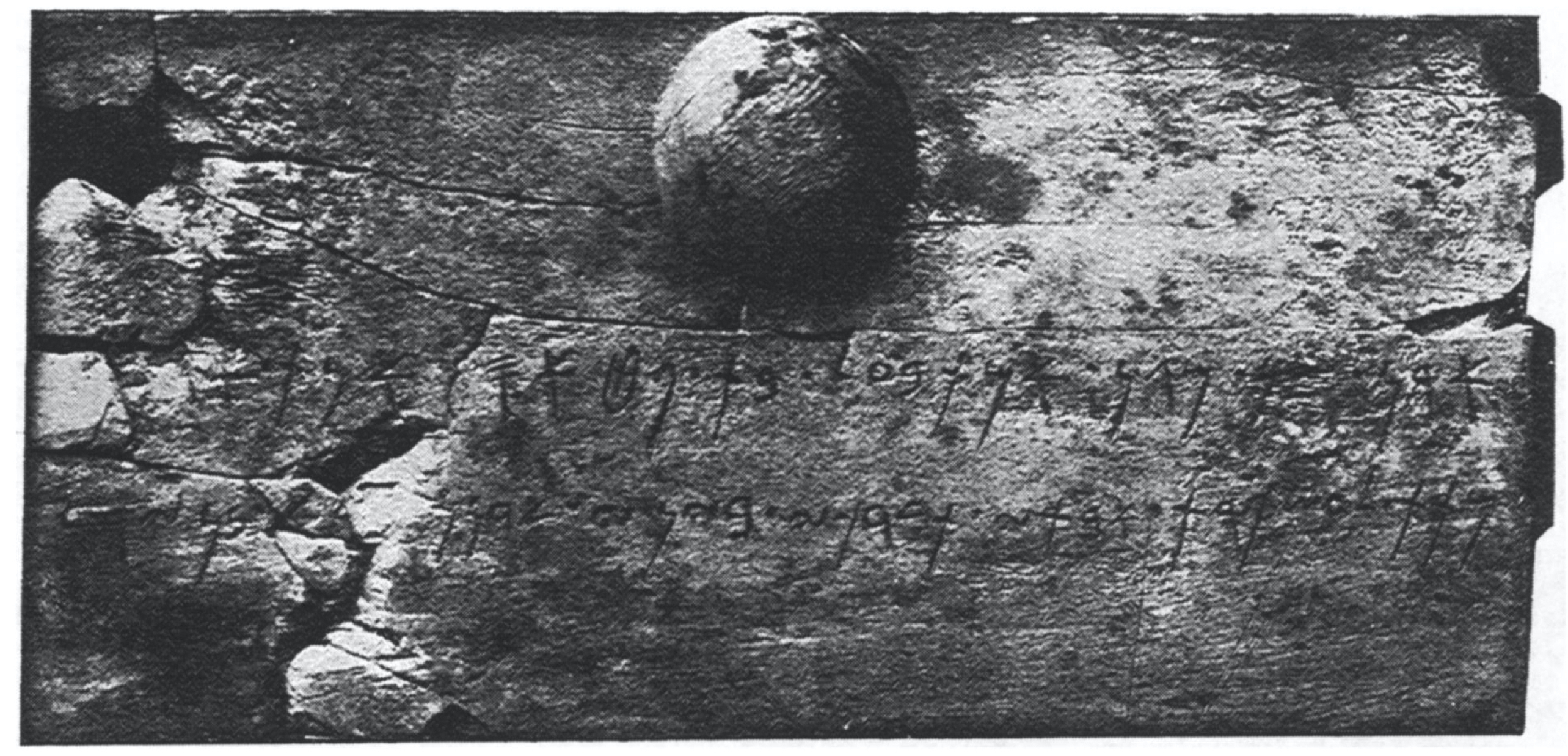
Inscripción de (frente de la caja)

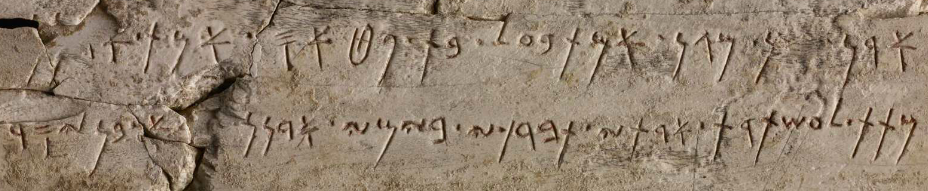
Detalle de la inscripción

La inscripción de la caja de Ur es una inscripción fenicia del siglo VII a. C. en la tapa de una caja de marfil encontrada en Ur en 1927, durante las excavaciones de Leonard Woolley (una excavación conjunta del Museo Británico y el Museo Penn). Fue la primera inscripción fenicia encontrada en Irak.
Actualmente se encuentra en los archivos del Museo Británico, con el número de identificación BM 120528.

## Descripción
La caja mide 11 x 5 cm. La escritura guion recuerda a las estelas de Neirab.

### Inscripción
Guzzo propone la traducción:
Este cofre aquí(?) 'MTB'L, hija de PṬ’S, sirvienta de nuestro señor(?), ha ofrecido como regalo (?) para su señora Ashtart; que la bendiga. En sus días, (los días) de nuestro señor... hijo de YSD / YSR.

## Descubrimiento
Fue encontrado bajo el "pavimento de Nabucodonosor de la cámara noreste del santuario E-nun-mah", lo que proporciona un límite inferior para la datación de la caja.

## Interpretación
Eric Burrows, en la interpretación de la inscripción que hizo en 1927, decía: "¿La inscripción se hizo en Ur o en Fenicia? Probablemente en Fenicia... La caja probablemente llegó a Mesopotamia en el curso de las guerras sirias (es decir, las conquistas neoasirias)".